# در سایه ماه (فیلم ۲۰۱۹)
در سایه ماه (انگلیسی: In the Shadow of the Moon) یک فیلم علمی تخیلی دلهره‌آور به کارگردانی جیم مایکل محصول سال ۲۰۱۹ کشور ایالات متحده آمریکا است. این فیلم توسط نتفلیکس توزیع شده‌است.